# شركة مياه باريس
شركة مياه باريس (بالفرنسية: Eau de Paris) هي شركة مملوكة للقطاع العام مسؤولة عن إمدادات المياه العامة وجمع مياه الصرف الصحي لمدينة باريس ، فرنسا .

## تاريخ الشركة
في عام 1985، قرر جاك شيراك ، عمدة باريس آنذاك، نقل خدمة المياه البلدية إلى أيدي ثلاث كيانات خاصة بعقد مباشر ودون إجراء مناقصة عامة.  لم يتم نقل ملكية المياه رسميًا وتم الاحتفاظ بها كمنفعة عامة مشتركة . كان لدى شركة الماء والقوة وشركة باريس للمياه امتياز لمدة 25 عامًا لتوزيع وخدمات العملاء المتعلقة بالضفتين اليمنى واليسرى لنهر السين على التوالي. في عام 1987، تم تفويض إنتاج المياه ونقلها لمدة 25 عامًا إلى شركة ساجيب، وهي شركة شبه عامة مملوكة لشركة مدينة باريس (70٪) وسويس &
فيوليا (28٪). 
أُنشئت شركة "أو دو باريس" عام ٢٠٠٨ بناءً على مبادرة انتخابية من رئيس البلدية آنذاك، برتراند ديلانويه . وكانت مياه المدينة تُدار بشكل أساسي من قِبل شركتين خاصتين ( فيوليا وسويز )، اشترتهما الحكومة البلدية. 

## أنظر أيضاً
- جناح الماء

## روابط خارجية
- الموقع الرسمي